# Двор Пролетарки
Двор Пролета́рки (Моро́зовский городо́к, Моро́зовские каза́рмы) — историко-архитектурный комплекс общественных, промышленных и хозяйственных зданий, построенных на тогдашней западной окраине Твери для «Товарищества Тверской мануфактуры» в 1858 — 1913 годах. Заказчиками большинства зданий были владельцы фабрики Морозовы.

## История
Морозовский городок занимает участок между рекой Тьмакой и железной дорогой в Затьмацкой части города. Его создание стало важным этапом в развитии градостроительства в Твери и одной из первых в России попыток создания целого микрорайона с нуля. Застройка квартала началась в 1858 году со строительства фабрики Тверской мануфактуры. Вместе с развитием фабрики началось строительство жилья для рабочих, а также общественных и хозяйственных сооружений. В 1910 году территория микрорайона была расширена к северу от Тьмаки, вплоть до нынешнего проспекта Калинина. Старый участок предназначался для рабочих, а новый — для инженеров и служащих. На самому берегу Тьмаки построили корпус прядильной фабрики, перед южным фасадом которой была организована центральная площадь. 

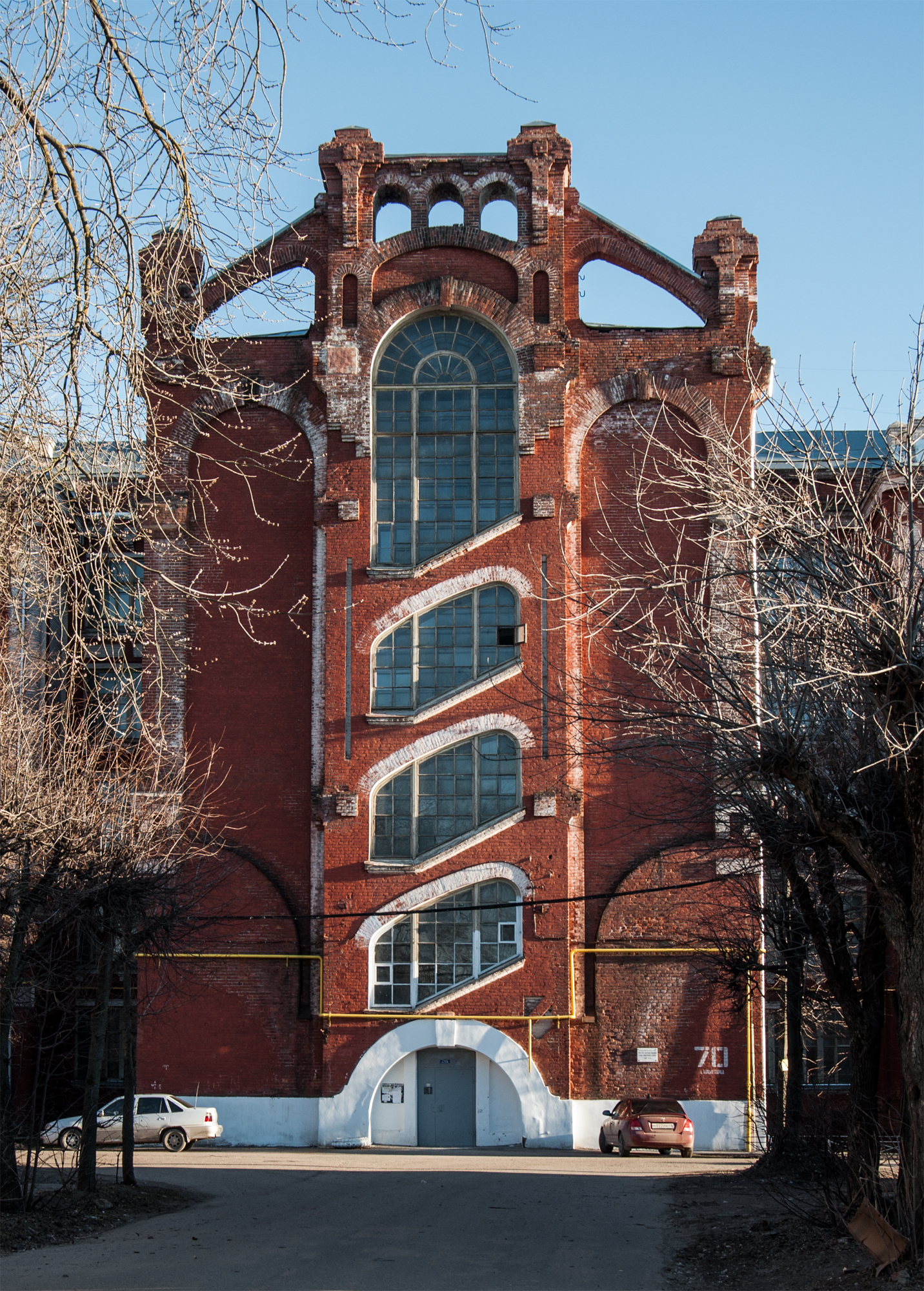
Один из жилых корпусов

Внутри микрорайон разделён главной улицей (поперечная ось), протянувшейся с севера на юг, на две неравные части. Восточная была застроена зданиями общественного характера: больница, народный театр, магазины, полицейское отделение, библиотека. Западная часть была застроена общежитиями для рабочих — казармами. По периметру городок был окружён стеной, имевшей двое ворот.

## Архитектура
Над планировкой квартала в разное время работали архитекторы А. Э. Эрихсон, В. Терский, В. Назаров, А. Фёдоров и др. Внешние фасады оформлены в переходном, от неоготики к модерну, стиле. При строительстве широко применялись металлические конструкции (профилированное железо, прокат), железобетонные конструкции прогонов, перемычек и перекрытий.
Комплекс включает более полусотни зданий. Наиболее характерными из них являются центральный казарменный корпус, замыкающий перспективу главной улицы (так называемая казарма «Париж», она же — дом имени Варвары Алексеевны Морозовой), и Народный театр.